# Мајкл Сомаре
Сер Мајкл Сомаре (енгл. Michael Thomas Somare; Рабаул, 9. април 1936 — Порт Морсби, 26. фебруар 2021) био је премијер Папуе Нове Гвинеје. Био је први премијер од стицања независности 1975. до 1980. па поново од 1982. до 1985. и поново изабран 2002. године. Због лошег понашања изрицане су му суспензије на вршење дужности у периоду од 13. децембра 2010. до 17. јануара 2011. и од 4. априла до 18. априла 2011. године, а током ових периода дужност је преузимао Сем Абал. Током прва два мандата био је члан Пангу партије а у трећем је предводио Националну Алијансу. Током још једне истраге због подношења непотпуних извештаја о раду током 1990-их поново је предао дужност Сем Абалу а затим и поднео оставку због лошег здравља у јуну 2011. На месту премијера га је наследио Питер О'Нил.